# Xã South Otter, Quận Macoupin, Illinois
Xã South Otter (tiếng Anh: South Otter Township) là một xã thuộc quận Macoupin, tiểu bang Illinois, Hoa Kỳ. Năm 2010, dân số của xã này là 465 người.